# Hilde Van Gelder
Hilde Van Gelder (1969) is kunsthistoricus en hoogleraar aan de faculteit Letteren van de Katholieke Universiteit Leuven en oprichter/co-directeur van het Lieven Gevaert Centre, een onderzoekscentrum voor fotografie, kunst en beeldcultuur in Leuven. Van Gelder is lid van de Koninklijke Vlaamse Academie van België voor Wetenschappen en Kunsten.

## Biografie
Hilde Van Gelder studeerde tussen 1987 en 1992 rechten aan de universiteiten van Namen, Göttingen (Duitsland) en Leuven. Van 1992 tot 1995 studeerde ze aan de KU Leuven kunstgeschiedenis, waar ze ook een aanvullend certificaat in filosofie behaalde. In 1997 bracht het Fullbright-programma haar naar de universiteit van New York. In 2002 doctoreerde ze in de kunstgeschiedenis aan de KU Leuven, waar ze in 2016 tot hoogleraar werd benoemd. 
Van Gelder was in 2006 begeleider van het eerste doctoraat in de kunsten in België. Ze werkt actief aan het dichten van de kloof tussen kunsttheorie en kunstpraktijk.
Zij is in 2020 editor van de Lieven Gevaert Series (University Press Leuven) en van het online tijdschrift Image [&] Narrative.
Haar onderzoeksonderwerpen zijn onder andere de relatie tussen fotografie en schilderkunst, naoorlogse abstracte schilderkunst en minimal art en Belgische kunst van de 20e en 21e eeuw.

## Publicaties
Van Gelder publiceert als kunstcriticus, kunsthistoricus en essayist over (moderne en hedendaagse) beeldende kunst. Ze schrijft regelmatig voor gespecialiseerde kunst-periodieken als Artforum, A-prior, De Witte Raaf, History of Photography, Semiotic Inquiry, Visual Studies, Philosophy of Photography, en Grey Room.

### Selectie
In de onderstaande selectie zijn ook publicaties in co-auteurschap en enkele artikelen opgenomen.
- Allan Sekula. Collective Sisyphus. London: König Books. 2019.
- Geschiedenis van de beeldende kunsten vanaf 1860. Leuven: Acco. 2017.
- Zwerfpost voor de onsterfelijkheid / Poste Restante, in Wendy Morris. This, of course, is a work of the imagination, Mu.ZEE. 2017.
- Geschiedenis van de kunst van de nieuwste tijd. Deel 2: 1900-heden. Acco. 2015.
- Allan Sekula. Ship of Fools/The Dockers’ Museum (2010-2013). Leuven University Press, M HKA, 2015.
- Philippe van Snick: Pans de sensation: Studio Kesselsstraat Schaarbeek (2005-2007). (Cahiers van het IvOK, 9). Leuven: Acco. 2009.
- Be-framed. Leuven: Lieven Gevaert research centre for photography and visual studies. 2007.
- Geschiedenis van de kunst van de nieuwste tijd. 2: 1900-heden. Leuven: Acco. 2007.
- Stellige stilte. Oostkamp: Stichting Kunstboek. 2006.
- Pieter Vermeersch: acoustic abstractions. Leuven: Lieven Gevaert research centre for photography and visual studies. 2006.
- Geschiedenis van de kunst van de nieuwste tijd. 1: 1774-1900. Leuven: Acco. 2006.
- Bruegel revisited. Stichting Kunstboek, Brugge. 2006.
- Zienderogen: 25 fotografen, 25 teksten. Hogeschool Sint-Lucas, Brussel. 2005.
- Overschilderen. Hogeschool Sint-Lucas, Brussel. 2005.
- Meunier in dialoog: een actueel kunstparcours door Leuven. Stadsbestuur, Leuven. 2005.
- Geschiedenis van de kunst van de Nieuwste Tijd. 2: 1900 tot heden. Acco, Leuven. 2005.
- À titre d'épreuve. Hogeschool St. Lukas, Brussel. 2004.
- Vlaamse meesters: zes eeuwen schilderkunst. Davidsfonds, Leuven. 2004.

### Overig
Van Gelder werkte ook mee aan tentoonstellingscatalogi en monografieën van hedendaagse kunstenaars, en publiceerde hoofdstukken in publicaties van de Pennsylvania State University, waaronder What do artists know? 
Sinds 1999 onderzoekt Van Gelder het oeuvre van de Amerikaanse kunstenaar, schrijver, theoreticus en filmmaker Allan Sekula (1951-2013).